# Géronsart
Ne pas confondre avec le hameau de la section de Jambes, Namur
Géronsart est un hameau de Boussu-en-Fagne, situé à 5 kilomètres au nord du village, mais une partie de Frasnes-lez-Couvin partage également cette appellation; territoire arrosé par la Brouffe — rivière formée de ruisseaux venant de Cerfontaine, Senzeilles et Froidchapelle, et qui reçoit son nom à la limite avec Cerfontaine — affluent de l'Eau blanche.
Ce toponyme est formé du mot essart et du déterminant "djèron" ou giron (pan coupé obliquement ajouté à un tablier ou à une chemise de femme pour lui donner l'ampleur nécessaire); Géronsart est donc un essart en forme de giron.
Avec Boussu il fait administrativement partie de la ville de Couvin, dans la province de Namur (Région wallonne de Belgique).

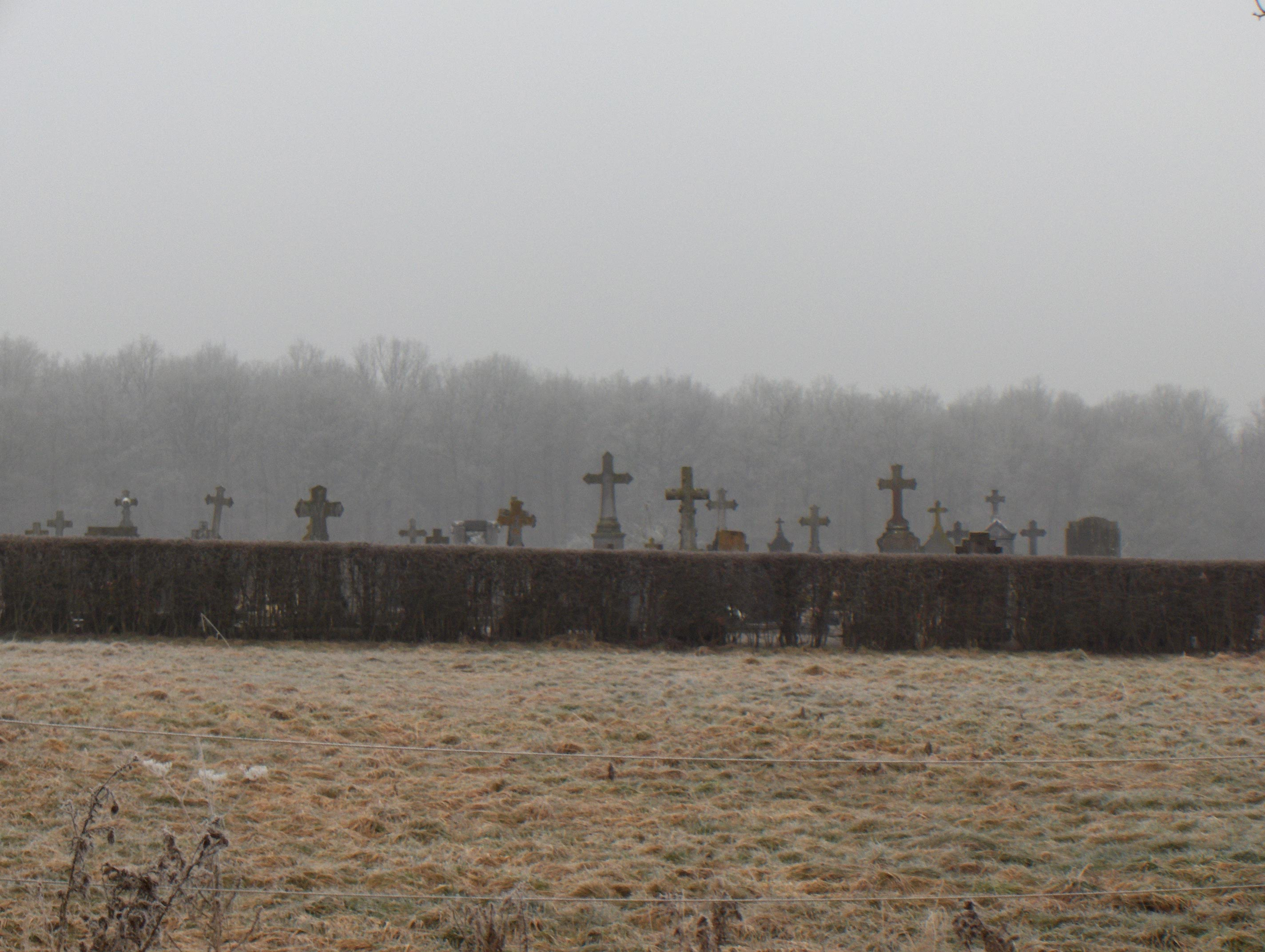
Cimetière

Géronsart, bien que hameau possède une chapelle, qui a la taille d'une église, érigée en 1893 et dédiée à saint Antoine. Il y a également un cimetière.